# Леопардовая собака Катахулы
Леопардовая собака Катахулы (англ. catahoula leopard dog) — порода собак родом из США. За пределами родины крайне малочисленна.

## История породы
Точное происхождение леопардовой собаки Катахулы неизвестно. По одной из теорий она была выведена путём скрещивания собак коренных индейцев с рыжими волками, а также с собаками, завезёнными в Новый свет испанскими завоевателями и, возможно, с босеронами. Другая теория отрицает наличие в генах Катахул волчьей крови, а по третьей произошла гибридизация только между босероном и рыжим волком без участия каких-либо других пород.
В 1979 году правительство Луизианы объявило леопардовую собаку Катахулы официальным символом штата.
Порода была признана Английским клубом собаководства в 1995 году.

## Внешний вид
Леопардовая собака Катахулы представляет собой собаку среднего или большого размера (может варьировать в зависимости от линии разведения). В ней не должно быть экстремальных черт: ни излишней тяжести, ни чрезмерной лёгкости; она должна быть в меру сухой, крепкой и подтянутой. Представитель породы должен создавать впечатление ловкой и выносливой собаки, а все его экстерьерные качества оцениваются именно с точки зрения влияния на работоспособность.
Голова должна быть достаточно мощной, но не утрированной. Ярко выражен половой диморфизм. Предпочтителен ножницеобразный прикус. Допускаются глаза любого цвета или сочетания цветов. Тёмный пигмент носа так же необязателен. Шерсть короткая, однослойная, плотно прилегающая к телу. Допустимы многие окрасы. Наиболее распространёнными являются красный и голубой мерль (мрамор). 70 % и более белого является серьёзным недостатком, а >90 % (наравне с альбинизмом и полностью белой головой) — дисквалифицирующим пороком. Высота в холке кобелей составляет 56—66 см, сук — 51—61 см.

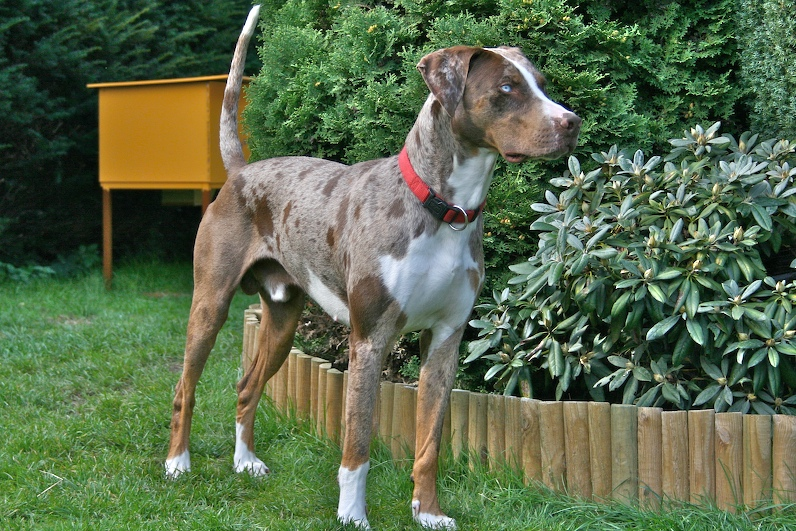
Окрас «Red Leopard»

## Характеристика породы
Леопардовая собака Катахулы — верный компаньон и надёжный друг, контактный, но не навязчивый. Они очень активны и игривы; в первую очередь это рабочая порода. В связи с этим им необходимы не просто долгие прогулки, но и физические упражнения, дающие достаточную нагрузку. В присутствии других людей они могут казаться несколько замкнутыми, но ни в коем случае не проявят агрессию или чрезмерную трусость. Возможно, им понадобится время, чтобы привыкнуть к незнакомому человеку. Так как они являются охотничьими собаками, то у них очень высок инстинкт добычи. С одной стороны это можно использовать для мотивации питомца во время работы. В то же время могут возникнуть проблемы при общении собаки с кошками и другими домашними животными. Для того чтобы этого не допустить, щенку необходимы социализация и воспитание.

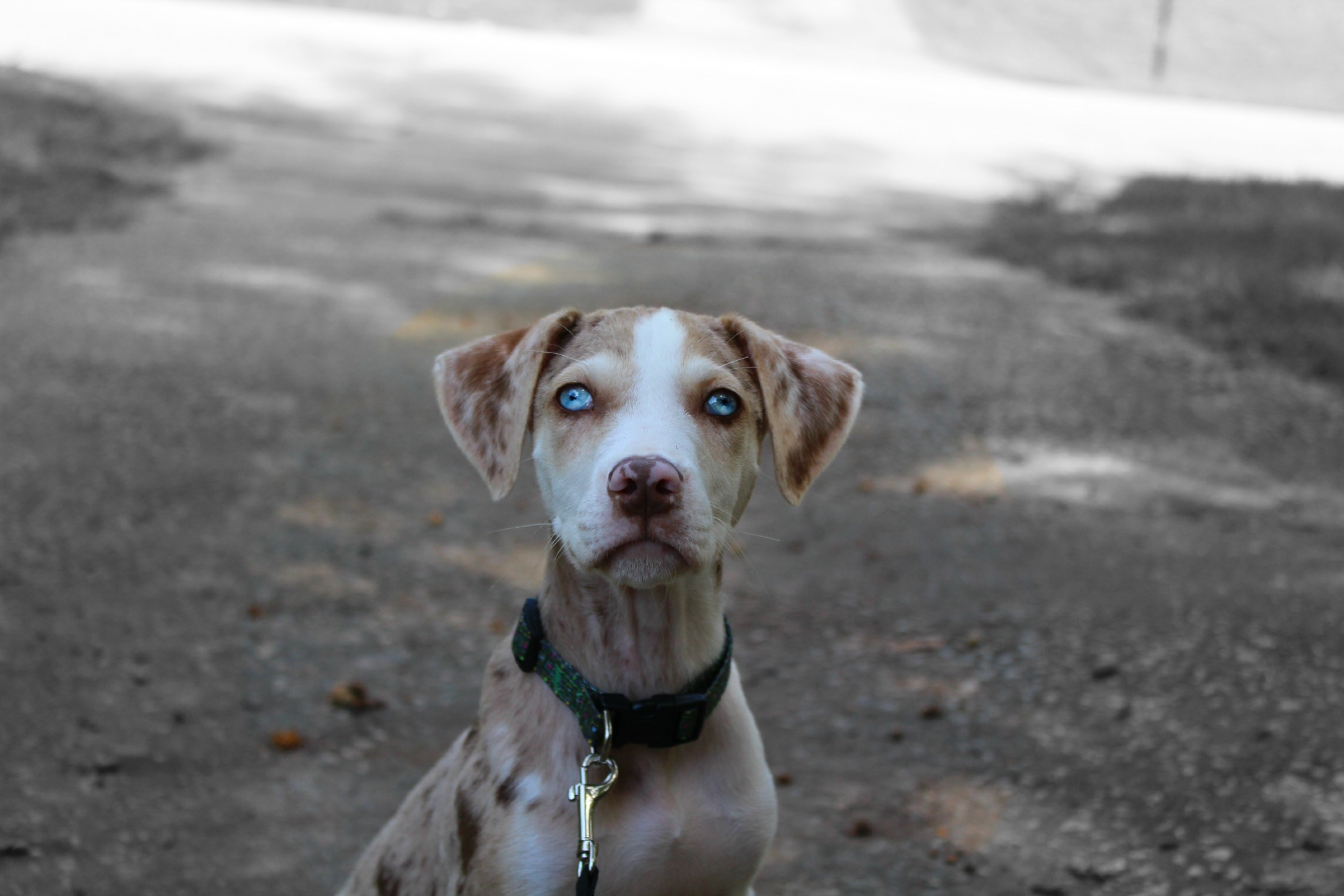
Щенок леопардовой собаки Катахулы

Не рекомендуется содержать в квартире. Идеальный вариант для Катахулы — это то место, где для неё найдется работа (например, ферма). Заводить такую собаку можно только человеку, знакомому с кинологией. Несмотря на все свои плюсы, Катахулы могут проявлять упрямство и неподчинение. Чтобы этого избежать, хозяин должен показать своё лидерство — не посредством насилия, а прежде всего через последовательное поведение.
В настоящее время питомники леопардовой собаки Катахулы находятся в США (в основном), Германии, Чехии и в других странах.

## Работа
Леопардовую собаку Катахулы использовали в охоте не только на пушного зверя, но и на крупных животных (лось, кабан, медведь). В настоящее время они чаще применяются в качестве собак-пастухов. Обладающие чутким нюхом и высоким уровнем энергии, они прекрасно показывают себя в поисково-спасательной службе, аджилити, Питч энд Гоу и других видах деятельности. Возможно добиться высоких результатов и в обидиенсе, однако с возрастом эти собаки становятся более независимыми и менее склонными к слепому повиновению. Кроме всего прочего, их можно использовать в т. н. «кусачке» (IPO, SchH, ЗКС). Однако обученная таким образом Катахула уже не будет обладать «мягкой хваткой» — качеством, необходимым для пастушьей собаки.